# Pieter Frans Gabriel Alphons Geradts

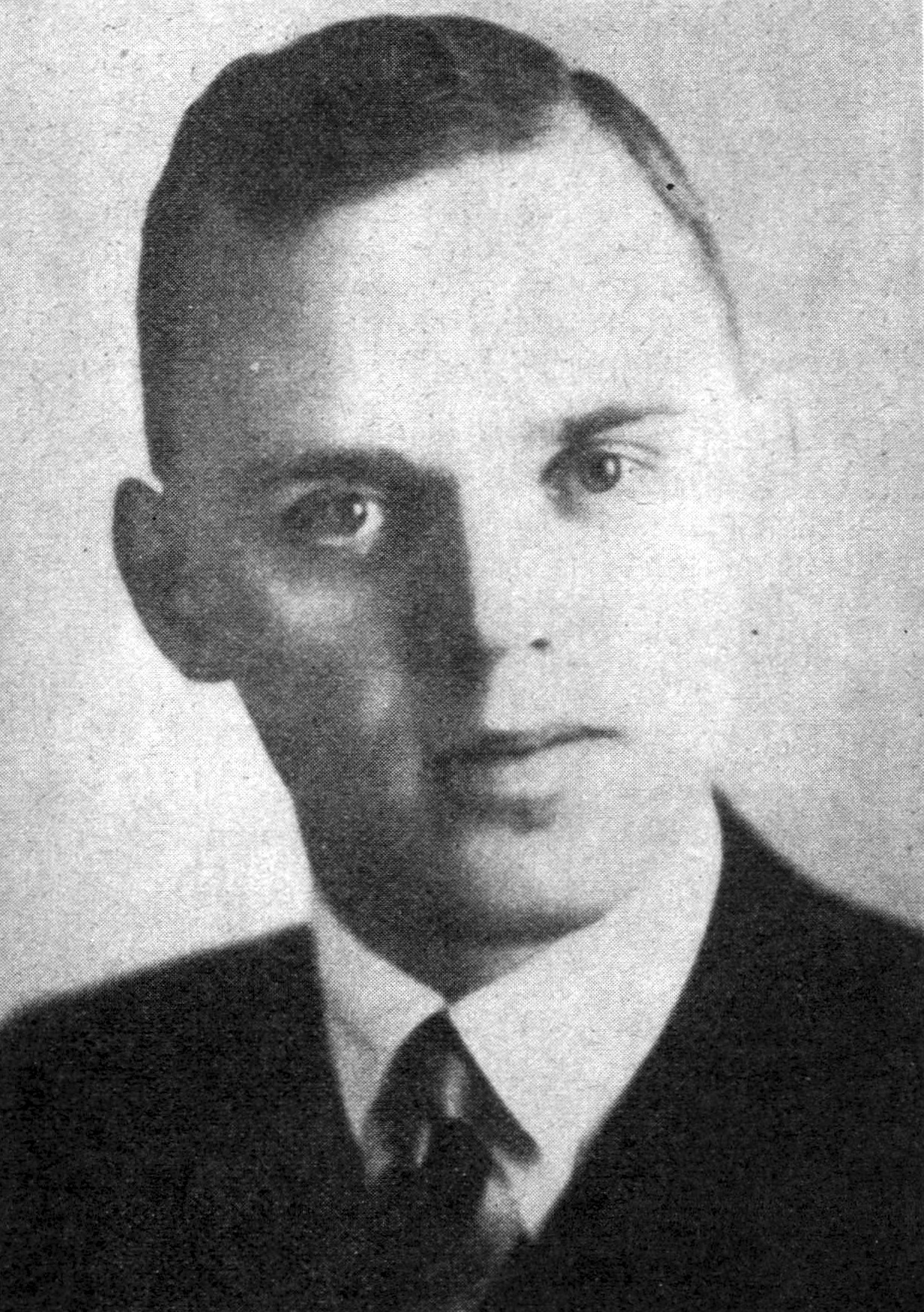
Mr. P. Geradts uit Roermond in 1939

Pieter Frans Gabriel Alphons Geradts (Roermond, 9 augustus 1909 – 28 oktober 2001) was een Nederlands politicus.
Hij werd geboren als zoon van Charles Guillaume Eugène Marie Geradts (1855-1945) en Marie Louise Sophie Amélie Raphaël Storms (1865-1950). Hij is begin jaren 30 afgestudeerd in de rechten aan de Rijksuniversiteit Leiden en keerde terug naar Limburg waar hij advocaat en plaatsvervangend kantonrechter was. 
In 1936 trouwde hij met jkvr. Louise Ernestine Johanna Maria van Nispen tot Pannerden (1915-2004). Geradts is volontair geweest bij de gemeente Echt voor hij in in december 1939 burgemeester werd van de Gelderse gemeente Beuningen. 
Vanaf 1945 was hij daarnaast een jaar waarnemend burgemeester van Ewijk. Geradts ging in 1974 met pensioen en in 2001 overleed hij op 92-jarige leeftijd. In Beuningen is naar hem de 'Burgemeester Geradtslaan' vernoemd.